# Sint-Audomaruskerk (Booitshoeke)
De Sint-Audomaruskerk is de parochiekerk van de tot de West-Vlaamse gemeente Veurne behorende plaats Booitshoeke, gelegen aan de Pastoor Henri Scherpereelstraat 32.

## Geschiedenis
In 1135 werd voor het eerst melding gemaakt van een kapel, die in dat jaar tot parochiekerk werd verheven. In 1690 werd de toren herbouwd en kreeg het schip twee zijbeuken, waarna in 1735 een nieuw portaal werd aangebouwd. 
In 1923 werd het kerkje gerestaureerd naar ontwerp van architect Jan-Albert De Bondt (Gent) met oprichting van kerkhofmuur en sacristie; 1978: herstel van toren door stad Veurne en 1979: aanpassing van dak van sacristie naar ontwerp van architect B. Hendryckx (De Panne).

## Gebouw
Het betreft een bakstenen zaalkerkje in laatgotische stijl. De halfingebouwde toren heeft een vierkante plattegrond en telt drie geledingen. De toren wordt bekroond door een gebogen tentdak. Er is een verlaagd transept. Het koor is driezijdig afgesloten. 
In de zuidgevel is een grafsteen van 1703 ingemetseld. De kerk wordt omgeven door een kerkhof. 

## Interieur
Het interieur wordt overwelfd door een houten spitstongewelf. De balken rusten op natuurstenen hoofden, die vroegere kerkmeesters voorstellen.
In het koor bevindt zich een 17e-eeuws houten portiekaltaar, gewijd aan Sint-Audomarus. Ook de kuip van de preekstoel is van dezelfde eeuw. Er is een grafsteen van begin 17e eeuw.
Het orgel werd in 1847 vervaardigd door Charles-Louis van Houtte met gebruikmaking van onderdelen uit een 18e-eeuws orgel, waarvan de bouwer niet bekend is.